# CTR (aéronautique)
Pour les articles homonymes, voir CTR.

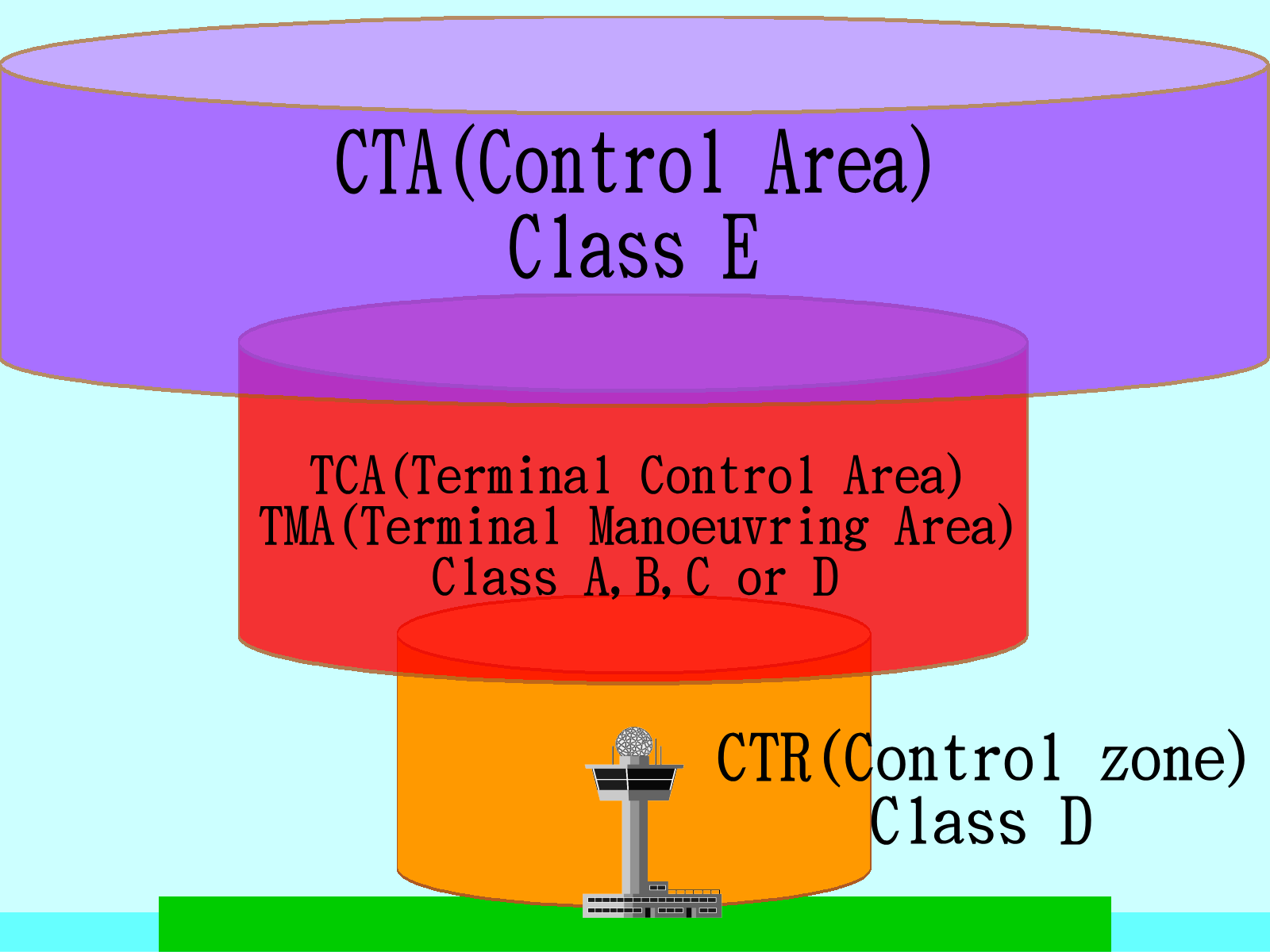
Zones de contrôle et classes d'espace aérien (schématisation)

Une CTR (de l'anglais ConTRol zone ou control traffic region ),  est un espace aérien réglementé, destiné à protéger les vols à l'arrivée ou au départ d'un aérodrome. 
Les règles de l'air définissent une zone de contrôle (CTR) comme un espace aérien contrôlé s’étendant verticalement à partir de la surface jusqu’à une limite supérieure spécifiée. Il peut être de classe A, B, C, D. Cet espace entoure un aérodrome et peut être situé sous une ou plusieurs TMA. 
La limite inférieure d'une CTR est dans la plupart des cas le sol. La limite inférieure d'une TMA, par contre, n'est jamais le sol.
En France, les CTR sont généralement de classe D, y compris en région parisienne. La classe E n'est plus utilisée pour les zones de contrôle depuis le 1er janvier 2007.
Le plus souvent situé sous une TMA, le rôle des CTR est d'englober les axes d'arrivée et de départ, ainsi que de protéger la circulation d'aérodrome. Les CTR sont gérées par la tour, l'entrée dans ces zones est soumise à clairance.
En général, le plafond d'une CTR ne dépasse pas les 3 000 pieds au-dessus du niveau de la mer, ou 1 000 pieds au-dessus du sol.
Leurs positions et limites horizontales sont publiées sur les cartes VAC (carte d'approche à vue) ainsi que sur les cartes 1/500 000 et 1/1 000 000.